# Kunst- und Ausstellungshalle der Bundesrepublik Deutschland

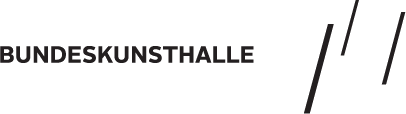
Logo der Bundeskunsthalle

Die Kunst- und Ausstellungshalle der Bundesrepublik Deutschland, kurz Bundeskunsthalle, ist eines der besucherstärksten Museen in Deutschland. Die an der Museumsmeile in Bonn gelegene Ausstellungshalle zeigt Wechselausstellungen mit bedeutenden Kunstschätzen und Kulturgütern aus der ganzen Welt. Alleinige Träger sind der Bund und die Länder.  Entstanden ist die Bundeskunsthalle von 1989 bis 1992 gemeinsam mit dem benachbarten städtischen Kunstmuseum Bonn.

## Aufgabe
Die Bundeskunsthalle soll den geistigen und kulturellen Reichtum der Bundesrepublik Deutschland angemessen darstellen und Gelegenheiten zum kulturellen Austausch mit dem Ausland schaffen. Des Weiteren soll sie ein Forum für den Dialog zwischen Kultur und Politik sein. Vorgesehen war sie von Anfang an als Plattform wechselnder Ausstellungen und Veranstaltungen sowohl nationalen als auch internationalen Ranges; zudem soll sie das kulturelle Leben Deutschlands bereichern. Eigene Sammlungen soll sie nicht besitzen.
Zur Aufgabe als Ausstellungshalle gehört vor allem, Ausstellungen aus den Bereichen Kunst, Kultur, Geschichte, Wirtschaft, Wissenschaft und Technik zu zeigen. Die heutige Nutzung als Platz von Vorträgen, Diskussionen und gesellschaftlichen Aufführungen war von Anfang an vorgesehen. Zu den Aufgaben, die im Auslobungstext zum Architekturwettbewerb des Gebäudes gestellt wurden, gehörte auch, gemeinsam mit dem Kunstmuseum Bonn Freiflächen für Skulpturen, Aktionen und ähnlichem zu schaffen.

## Geschichte
Von der Idee 1949 bis zur Planung und Eröffnung der Kunst- und Ausstellungshalle Bonn spannt sich eine komplexe Entwicklungsgeschichte, deren Ergebnis auf das Mitwirken vieler Beteiligter – Künstler und kulturell wie politisch wirksamer Institutionen und Personen – zurückzuführen ist.

### Idee und Planung
Als Teil des sogenannten Hauptstadtkonzepts 1977 der Bundesstadt Bonn reihten sich viele Initiativen zur Stützung des Vorhabens ein. Vom 2. bis 4. November 1978 trafen sich Künstler und Politiker im Steigenberger Hotel Bonn und im Kulturforum Bonn-Center zu einem vom Deutschen Künstlerbund veranstalteten Kolloquium, um in Vorträgen und Diskussionen die Frage „Brauchen wir eine Bundeskunsthalle?“ zu erörtern.
Die „Arbeitsgemeinschaft Mehr Kunst für Bonn 1981“, ein Zusammenschluss von Galeristen, Künstlern und Museumsfachleuten, strebte eine Bundeskunsthalle als weltoffenes Forum der Kunst in der Hauptstadt an. Im gleichen Jahr wurde der Förderverein Kunsthalle Bundeshauptstadt e. V. gegründet. Die damalige Bundestagsvizepräsidentin Annemarie Renger warb als Vorsitzende des Fördervereins beharrlich beim Bundesinnenministerium und beim Bundesministerium für Raumordnung, Bauwesen und Städtebau unter Oscar Schneider für ihr Anliegen. Auch das Zentrum für Kulturforschung Bonn unter Leitung von Karla Fohrbeck, der Kulturfonds e. V. und der Deutsche Kulturrat beteiligten sich an der Durchsetzung des Projekts. Am 26. Oktober 1983 erhielt der damalige Bundespräsident Karl Carstens eine Plakatmappe mit elf Motiven von namhaften Künstlern wie Joseph Beuys, Jörg Immendorff und Otto Herbert Hajek, die ebenfalls auf die Dringlichkeit eines geistig-kulturellen Zentrums des Bundes aufmerksam machten.

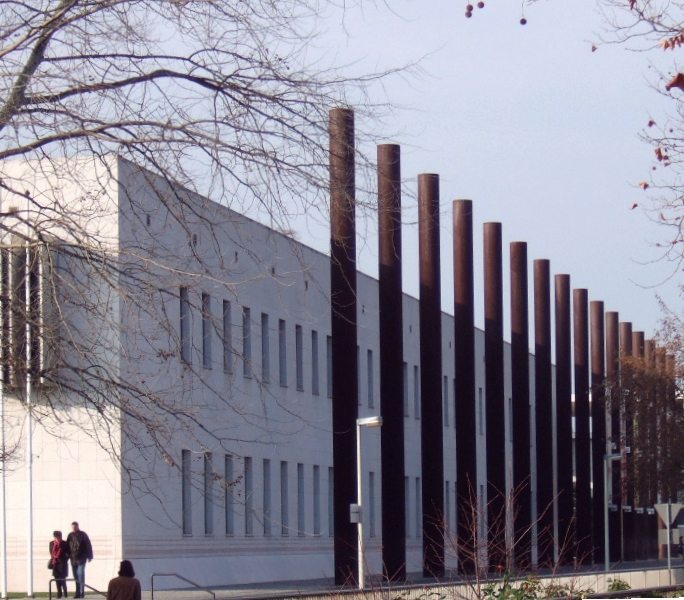
16 patinierte Stahlsäulen symbolisieren die 16 Bundesländer, Dezember 2006

Im Juni 1984 beschloss das Bundeskabinett den Bau. Die Bundeskunsthalle sollte den geistigen und kulturellen Reichtum der Bundesrepublik angemessen repräsentieren, ein Forum für den Dialog zwischen Kultur und Politik auch auf internationaler Ebene sein und im Blick auf das noch geteilte Deutschland eine einheitsstiftenden Funktion erfüllen. Diese Ansprüche sollten sich auch in der Architektonik der Bundeskunsthalle niederschlagen.
Die Anregungen und Vorstellungen mehrerer Gruppen und Instanzen flossen in den Auslobungstext eines Ideenwettbewerbs ein, aus dem der Entwurf des Wiener Architekten Gustav Peichl im Juli 1986 als Sieger hervorging. Anfang 1987 wurde vom damaligen Bundesministerium für Raumordnung, Bauwesen und Städtebau und vom Bundesinnenministerium ein Gesprächskreis eingerichtet, der die Funktion eines Beirates zur fachlichen Begleitung des Projektes hatte.

### Bau und Eröffnung
Am 17. Oktober 1989 wurde der Grundstein gelegt. Am 12. September 1990 wurde das Richtfest gefeiert. Am 2. Januar 1990 wurde der schwedische Kurator Pontus Hultén zum Gründungsintendanten berufen. Am 19. Juni 1992 fand die Eröffnung statt. Die Baukosten betrugen 127 Millionen Deutsche Mark, rund 65,2 Millionen Euro.

### Leitung
Die Intendanz hatte vom 1. März 2013 bis Ende November 2019 Rein Wolfs inne, die kaufmännische Geschäftsführung Bernhard Spies. Vom 1. Januar 2018 bis zum 1. April 2021 war Patrick Schmeing kaufmännischer Geschäftsführer.
Zum 1. August 2020 übernahm Eva Kraus die Intendanz. Die kaufmännische Geschäftsführung liegt seit dem 1. August 2021 bei Oliver Hölken.

### Kritik des Bundesrechnungshofes
Anfang 2007 legte der Bundesrechnungshof dem Haushaltsausschuss des Bundestags einen Prüfungsbericht vor, in dem zahlreiche gravierende Verstöße der Geschäftsführer der Bundeskunsthalle von 1999 bis 2006 festgestellt wurden. Daraufhin hoben Kuratorium und Gesellschafterversammlung der Bundeskunsthalle den Arbeitsvertrag des kaufmännischen Geschäftsführers Wilfried Gatzweiler auf, der Geschäftsführer und Intendant Wenzel Jacob wurde als Direktor der Kunst- und Ausstellungshalle Bonn freigestellt. Am 18. Mai 2007 übernahm Otto Lindner, der hierzu von der Deutschen Welle freigestellt wurde, die Geschäftsführung der Bundeskunsthalle, bis mit Bernhard Spies ab 1. Januar 2008 ein neuer Geschäftsführer eingestellt wurde.
Am 25. Juni 2007 wurde Wenzel Jacob von der Gesellschafterversammlung abberufen und zum 31. Dezember 2007 fristgemäß gekündigt. Der Bundesgerichtshof in Karlsruhe entschied im Oktober 2010, dass Jacob keinen Anspruch auf Weiterbeschäftigung hat. Bis zur Berufung des neuen Intendanten übernahm der Schweizer Christoph Vitali dieses Amt, seit Januar 2009 wurde es von Robert Fleck weitergeführt. Dieser verließ die Bundeskunsthalle vorzeitig zum 1. Oktober 2012, nachdem zuvor bereits einvernehmlich die Nicht-Verlängerung seines Vertrags und damit ein Ausscheiden Ende 2013 vereinbart worden war. Fleck geriet bundesweit in die Kritik, weil er in einer Retrospektive von Anselm Kiefer ausschließlich Werke aus der Sammlung von Hans Grothe ausstellte. Er selbst begründete seinen vorzeitigen Weggang damit, seine Aufgaben als Intendant und als Professor an der Düsseldorfer Kunstakademie nicht vereinbaren zu können.

## Architektur

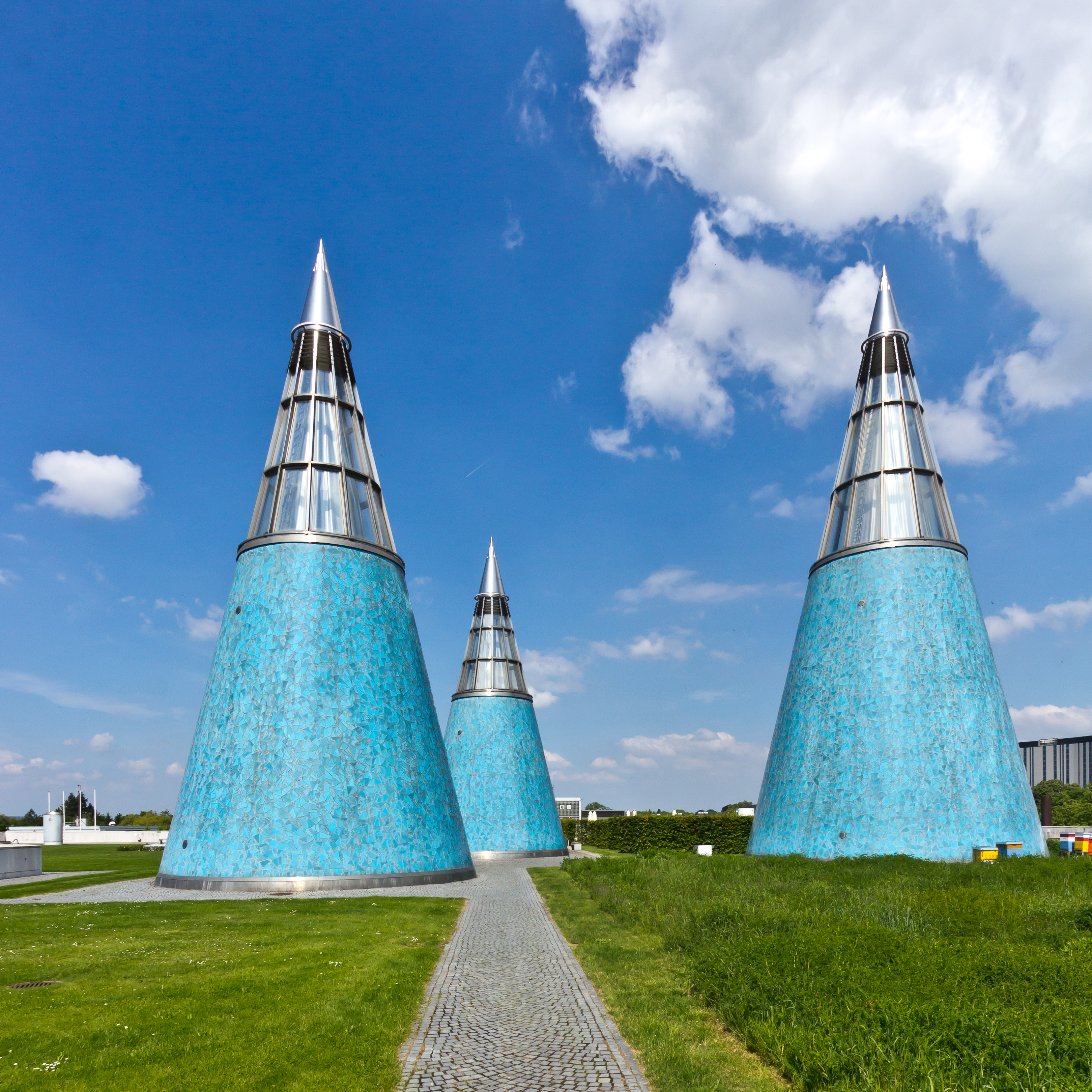
„Lichttürme“ auf dem Dachgarten (2014)

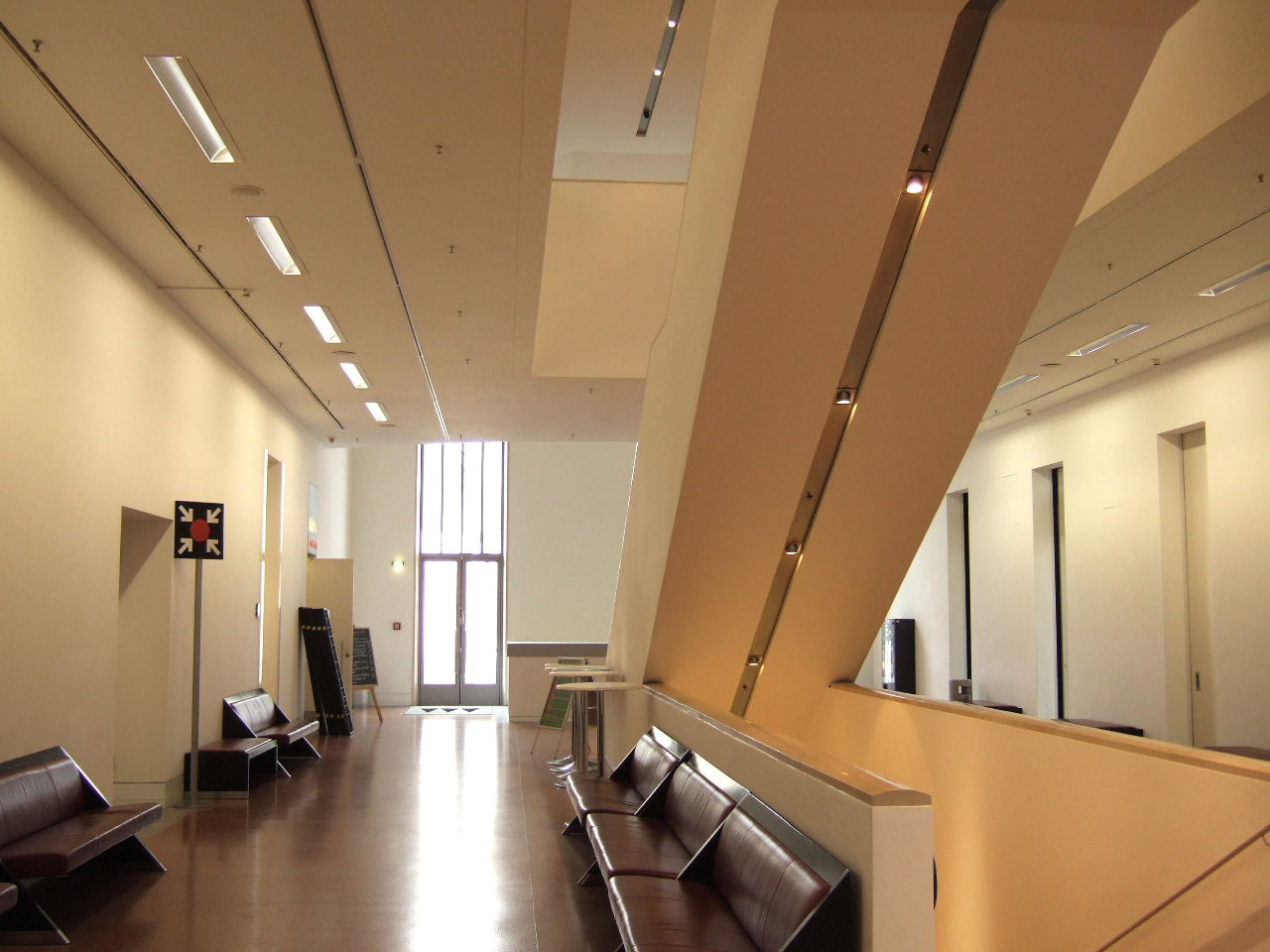
Innenansicht im März 2006

Das von dem Architekten Gustav Peichl entworfene Gebäude bildet architektonisch einen Kontrast zum gegenüberliegenden Kunstmuseum Bonn. Der streng geometrische Baukörper erhebt sich über einem quadratischen Grundriss (96,3 × 96,3 m). Er verschließt sich bewusst nach außen. Mit seinen unprofiliert eingeschnittenen Fensterreihen und schmalen Toren strahlt der 12 Meter hohe, zweigeschossige Bau die kühle Würde altägyptischer Architektur aus. 16 braun-rötlich patinierte Säulen aus Cortenstahl, die das Gebäude zur Helmut-Kohl-Allee (bis August 2019 Friedrich-Ebert-Allee) hin flankieren, symbolisieren die 16 deutschen Bundesländer. Das Dach mit den drei weithin sichtbaren Kegeldächern, die als Oberlichter dienen und als „Lichttürme“ bezeichnet werden, ist als Dachgarten angelegt, der verschiedene Ausstellungsinstallationen ermöglichen soll.
Ausstellungshallen, Foyer und Vortragsraum sind die Kernräumlichkeiten, während Büros, Kabinette, Werkstätten, Bibliothek, Buchhandlung und Restaurant an der Peripherie angesiedelt sind. Die Vielfalt des Raumangebots ermöglicht eine vielseitige Ausstellungsgestaltung: eine große Halle mit 1300 m2, eine zweigeschossige Atriumhalle mit 3000 mm2, drei Galerien mit je 700 mm2 und ein Zentralkabinett mit 300 m2 mit Raumhöhen von 3,60, 4,30 und 9 Metern. Das Forum für 500 Besucher ist in die Ausstellungsfläche mit einbezogen und ist als Vortrags- und Veranstaltungsraum vielfältig nutzbar. Dazu kommen fernseh- und hörfunktaugliche Einrichtungen sowie Übersetzerkabinen.
Einen Wettbewerb zur Neugestaltung des Foyers gewann das Berliner Architekturbüro AFF Architekten im Juli 2010. Das Vorhaben wurde jedoch nicht umgesetzt.

„Wo die Moderne die Synthese suchte, bietet Peichls Bauwerk die Koexistenz. Er stellt trotz aller Monumentalismen, aller Theatralik und vordergründigen Selbstgewißheit sensibel zur Schau, was die Pionierbauten verschleierten: Die gefährliche und unumgängliche Gratwanderung des Museums zwischen Lernort und Musentempel.“

## Bibliothek
Der Sammelschwerpunkt der frei zugänglichen Präsenzbibliothek mit 50.000 Medien (2014) liegt auf der Geschichte des Ausstellungswesens.
Dokumentiert werden bedeutende Ausstellungen in der Regel durch Ausstellungskataloge und Sekundärliteratur. Dazu zählen neben allgemeiner Fachliteratur und Nachschlagewerken insbesondere auch laufende Kunstzeitschriften, Künstlermonographien, Bücher zu Ausstellungsorganisation und -technik sowie Werke zur Geschichte von Museen und Sammlungen. Zum Bibliotheksbestand gehört eine große Auswahl an Kunstliteratur mit Schwerpunkt im 20. und 21. Jahrhundert. Über den internationalen Schriftentausch erhält die Fachbibliothek aktuelle Ausstellungskataloge anderer Kunsthallen und Museen. Die Bibliothek ist institutionelles Mitglied der Arbeitsgemeinschaft der Kunst- und Museumsbibliotheken.
Das Ausstellungsarchiv dokumentiert durch Fotos, Dias, Akten und Pläne detailliert die Ausstellungen und Veranstaltungen und die Geschichte des Hauses.

## Sonderausstellungen

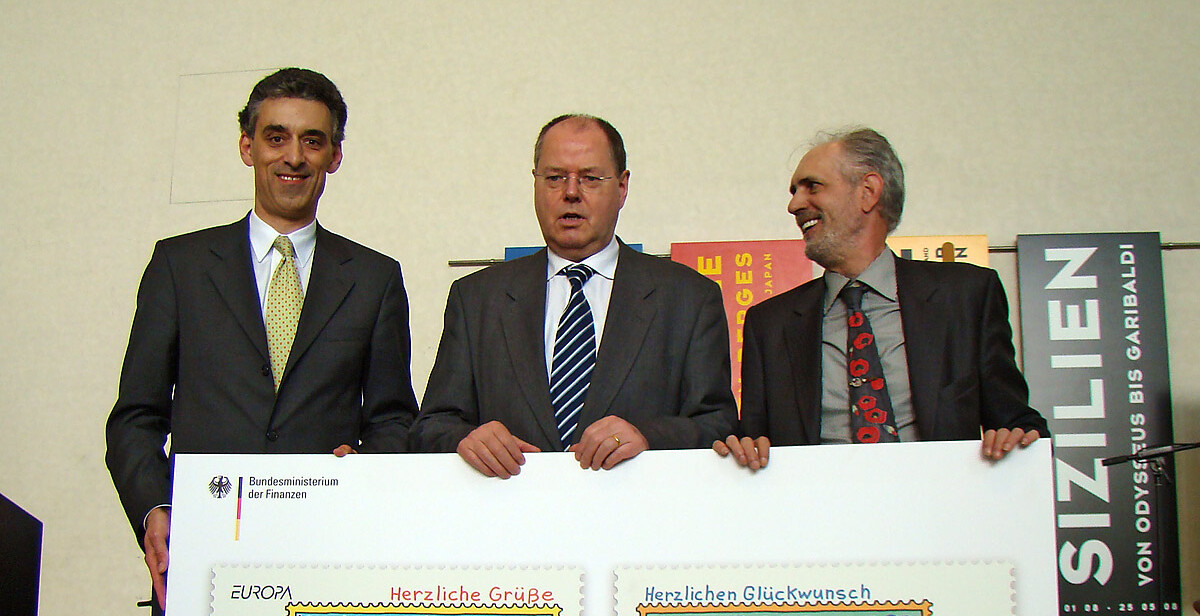
Präsentation der Europamarken 2008, von links: Frank Appel, Peer Steinbrück und James Rizzi

Auf der 5600 m2 großen Ausstellungsfläche der Bundeskunsthalle werden ständig zwei bis vier Ausstellungen gezeigt. In den ersten zehn Jahren wurden über 100 Ausstellungen aus den Bereichen Kunst und Kulturgeschichte, Wissenschaft und Technik präsentiert. Da die Bundesrepublik Deutschland als Bürge auftritt, gelingt es immer wieder, Kunstschätze von internationaler Bedeutung nach Bonn zu holen. Die Ausstellung der Fundstücke aus der Grabkammer des Tutanchamun von November 2004 bis Mai 2005 lockte rund 850.000 Besucher an.
In ihrer Ausstellungsreihe Die Großen Sammlungen werden weltbekannte Museen und ihre Sammlungsbereiche vorgestellt, so etwa
- 1999/2000: Museo Nacional del Prado zu Gast in Bonn. Velázquez, Rubens und Lorrain (Malerei am Hof Philipps IV.)
- 2000/2002: 7000 Jahre persische Kunst. Meisterwerke aus dem Iranischen Nationalmuseum in Teheran (Kunsthistorisches Museum Wien und Iranisches Nationalmuseum)[14]
- 2003/2004: Schätze der Himmelssöhne. Die Kaiserliche Sammlung aus dem Nationalen Palastmuseum Taipeh, Taiwan
- 2009: Gipfeltreffen der Moderne. Das Kunstmuseum Winterthur
- 2010/2011: Vibración. Moderne Kunst aus Lateinamerika. The Ella Fontanals-Cisneros Collection (Juan Ledezma)
- 2010/2011: Afghanistan. Gerettete Schätze. Die Sammlung des Nationalmuseums in Kabul
- 2010/2011: Napoleon und Europa. Traum und Trauma (2013 im Musée de l’Armée, Paris; Kuratorin Bénédicte Savoy, mit Yann Potin)
- 2011/2012: Art and design for all. The Victoria and Albert Museum
- 2012/2013: Schätze der Weltkulturen. The British Museum

Die Bundeskunsthalle entwickelt eigene Formate zu Kunst und Wissenschaft, wie 1996 Future Garden. Die gefährdeten Wiesen Europas mit Helen Mayer Harrison und Newton Harrison, 1997/1998 Arktis – Antarktis oder 2014/2015 in Kooperation mit Wikimedia Outer Space – Faszination Weltraum, die rund 130.000 Besucher verzeichnete.
Ausstellungen der letzten Jahre (Auswahl)
- 2013/2014: 1914. Die Avantgarden im Kampf
- 2015: Petrit Halilaj. She, fully turning around, became terrestrial
- 2015: Der Göttliche. Hommage an Michelangelo. Raffael · Caravaggio · Rubens · Rodin · Cézanne · Struth, Kuratoren: Georg Satzinger und Sebastian Schütze
- 2015: Karl Lagerfeld. Modemethode
- 2015/2016: Hanne Darboven. Zeitgeschichten
- 2016: Pina Bausch und das Tanztheater
- 2016: Das Bauhaus. Alles ist Design
- 2016: Parkomanie. Die Gartenlandschaften des Fürsten Pückler
- 2016: Juergen Teller. Enjoy Your Life!
- 2016/2017: Der Rhein. Eine europäische Flussbiografie
- 2016/2017: TOUCHDOWN. Eine Ausstellung mit und über Menschen mit Down-Syndrom
- 2016/2017: Eine kurze Geschichte der Menschheit. 100 000 Jahre Kulturgeschichte (eine Ausstellung des Israel Museums Jerusalem)
- 2016/2017: Gregor Schneider. Wand vor Wand  (Kurator: Ulrich Loock)
- 2017: Katharina Sieverding. Kunst und Kapital. Werke von 1967 bis 2017
- 2017: Iran. Frühe Kulturen zwischen Wasser und Wüste
- 2017: Der persische Garten. Die Erfindung des Paradieses
- 2017: Comics! Mangas! Graphic Novels!
- 2017: Aleksandra Domanovic Kalbträgerin
- 2017/18: Ferdinand Hodler – Maler der frühen Moderne
- 2017/18: Bestandsaufnahme Gurlitt. Der NS-Kunstraub und die Folgen
- 2017/18: Bundespreis für Kunststudierende. 23. Bundeswettbewerb des Bundesministeriums für Bildung und Forschung
- 2017/18: Wetterbericht über Wetterkultur und Klimawissenschaft (Kuratoren Stephan Andreae, Ralph Burmester und Andrea Niehaus, in Kooperation mit der United Nations Framework Convention on Climate Change (UNFCCC) und dem Deutschen Wetterdienst)
- 2018: „Deutschland ist keine Insel“ Sammlung Zeitgenössischer Kunst der Bundesrepublik Deutschland. Ankäufe von 2012 bis 2016
- 2018: Nasca. Im Zeichen der Götter. Archäologische Entdeckungen aus der Wüste Perus
- 2018: Marina Abramović
- 2018/19: Malerfürsten, in Kooperation mit Muzeum Narodowe w Krakowie (Nationalmuseum in Krakau).
- 2018/19: Ernst Ludwig Kirchner. Erträumte Reisen, kuratiert von Katharina Beisiegel (Art Centre Basel) in Zusammenarbeit mit dem Kirchner Museum Davos und mit Thorsten Sadowsky
- 2018/19: Kino der Moderne. Film in der Weimarer Republik (mit der Deutschen Kinemathek Berlin)
- 2019: Michael Jackson: On the wall
- 2019: Goethe. Verwandlung der Welt (Kuratoren Johanna Adam und Thorsten Valk)
- 2019: Von Mossul nach Palmyra. Eine virtuelle Reise durch das Weltkulturerbe, Kuratorin: Aurélie Clemente-Ruiz
- 2019/20: California dreams. San Francisco – ein Porträt
- 2019/20: Martin Kippenberger. Bitteschön Dankeschön. Eine Retrospektive, Kuratorin Susanne Kleine.
- 2019/20: Beethoven. Welt.Bürger.Musik[15][16]
- 2020: Wir Kapitalisten. Von Anfang bis Turbo,[17][18] Kurator: Wolfger Stumpfe
- 2020: State of the Arts. Die Verschmelzung der Künste
- 2020/2021: Julius von Bismark. Feuer mit Feuer, Kuratorin: Susanne Kleine
- 2020/2021: Max Klinger und das Kunstwerk der Zukunft, Kuratorin: Agnieszka Lulińska
- 2021: Hannah Arendt und das 20. Jahrhundert, Kuratorin: Monika Boll
- 2021: Aby Warburg: Bilderatlas Mnemosyne – Das Original, Kuratorin: Katharina Chrubasik
- 2021: Beuys – Lehmbruck. Denken ist Plastik, Kuratorin: Johanna Adam
- 2021: Dress Code. Das Spiel mit der Mode
- 2021/2022: Methode Rainer Werner Fassbinder. Eine Retrospektive; Kuratoren: Susanne Kleine, Hans-Peter Reichmann und Isabelle Louise Bastian
- 2021/2022: Bundespreis für Kunststudierende. 25. Bundeswettbewerb des Bundesministeriums für Bildung und Forschung
- 2021/2022: Adam, Eva und die Schlange. Werke aus der Schenkung Sammlung Hoffmann
- 2022: Das Gehirn in Kunst & Wissenschaft, Kuratoren: Henriette Pleiger, Johanna Adam und John-Dylan Haynes
- 2022: Simone de Beauvoir und „Das andere Geschlecht“
- 2022: Farbe ist Programm
- 2022/2023: Die Oper ist tot. Es lebe die Oper!, Kuratoren: Katharina Chrubasik und Alexander Meier-Dörzenbach
- 2022: Identität nicht nachgewiesen. Neuerwerbungen der Sammlung des Bundes
- 2022/2023: Ernsthaft?! Albernheit und Enthusiasmus in der Kunst, Kuratoren: Jörg Heiser und Cristina Ricupero
- 2022/2023: Die letzten ihrer Art. Handwerk und Berufe im Wandel
- 2023: Josephine Baker. Freiheit – Gleichheit – Menschlichkeit, Kuratorinnen: li Katharina Chrubasik und Mona Horncastle
- 2023/24: Alles auf einmal: Die Postmoderne, 1967–1992
- 2023/24: Bundespreis für Kunststudierende. 26. Bundeswettbewerb des Bundesministeriums für Bildung und Forschung
- 2023/24: Immanuel Kant und die offenen Fragen
- 2023/24: Anna Oppermann. Eine Retrospektive
- 2024: Franz Erhard Walther: Bilder im Kopf; Körper im Raum
- 2024: Kengo Kuma: Onomatopoeia Architecture
- 2024: Für Alle! Demokratie neu gestalten
- 2024: Kengo Kuma. Onomatopoeia Architecture
- 2024: Tanzwelten
- 2024/25: Mark Dion. Delirious Toys. Die Spielzeug-Wunderkammer
- 2024/25: Save Land. United for Land
- 2025: Susan Sontag. Sehen und Gesehen Werden
- 2025: Interactions x WEtransFORM
- 2025/26:  W.I.M. Die Kunst des Sehens

## Veranstaltungen
In der Bundeskunsthalle werden neben Ausstellungen satzungsgemäß auch Bühnen-Veranstaltungen durchgeführt. Im Forum, einem Veranstaltungssaal mit bis zu 600 Sitzplätzen, finden Konzerte, Theateraufführungen, Konferenzen, Lesungen und Filmvorführungen statt. Ständige Kooperationspartner sind der Deutsche Musikrat, das Beethovenfest, das Jazzfest Bonn, das Theater Bonn, das Literaturhaus Bonn und die Bonner Kinemathek. 2007 wurde das Festival Drums Summit gegründet, das in unregelmäßigen Abständen exklusiv im Forum stattfindet und internationale Schlagzeuger bzw. Percussionisten als Solisten oder führende Bandmitglieder präsentiert.
Im Oktober 2008 war das Forum der Bundeskunsthalle Austragungsort der Schachweltmeisterschaft. Ein begleitendes Symposium zur Kulturgeschichte des Schachspiels war dem Künstler und Schachspieler Marcel Duchamp gewidmet.

## Vorplatz

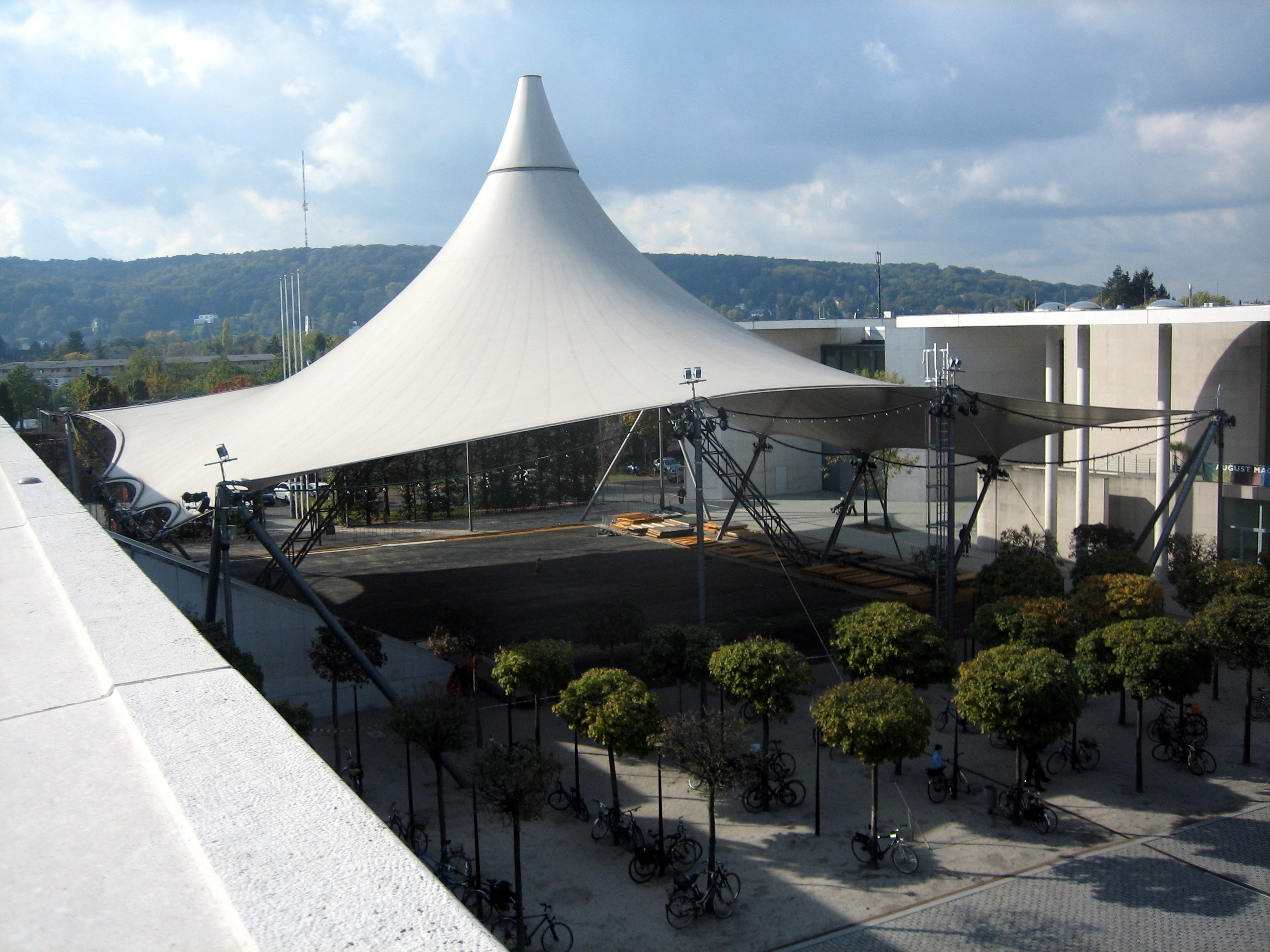
Zeltdach auf dem Museumsplatz (2009)

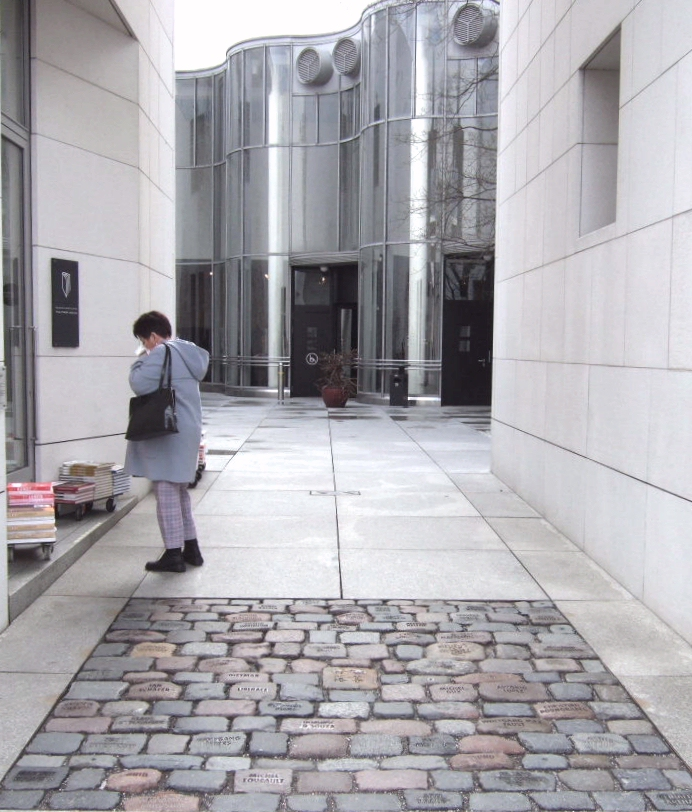
Kaltes Quadrat im Eingangsbereich der Bundeskunsthalle (2006)

Der häufig als „Museumsplatz“ bezeichnete Vorplatz, der zur Bundeskunsthalle gehört, wurde von 1997 bis 2012 von einem Zeltdach überspannt, unter dem in den Sommermonaten Konzerte, Kinoabende und Public Viewing Besucher anlockten. Im Winter befand sich dort eine Eisbahn. Im Februar 2012 wurde das Zelt abgebaut und verkauft, nachdem die Open-Air-Konzerte an einen neuen Veranstaltungsort umgezogen sind.

## „Kaltes Quadrat“
Kaltes Quadrat hat der Künstler Tom Fecht im Eingangsbereich der Bundeskunsthalle eine Installation genannt. Sie gehört zu den festen Installationen des Projektes Namen und Steine, mit dem an Menschen erinnert werden soll, die an AIDS gestorben sind. Zu den prominenten Verstorbenen, an die zu der Installation gehörende Pflastersteine vor der Bundeskunsthalle erinnern, zählen Freddie Mercury, Michel Foucault, Keith Haring, Miles Davis und Rock Hudson.